# Ателье (театр)
«Ателье» — авторский частный театр в Москве, основанный в 1993 году Эльшаном Мамедовым, театроведом, ставшим его художественным руководителем. Также известен как продюсерская компания. После 2016 года сменил название с «Независимый театральный проект» на «Театр „Ателье“» / Théâtre l’Atelier.

## История
Первой постановкой «Независимого театрального проекта» стал спектакль «Игра в жмурики» по пьесе Михаила Волохова, написанной с использованием ненормативной лексики — премьера состоялась 13 января 1993 года, режиссёр — Андрей Житинкин. Несколько лет спектакль был единственной постановкой, с которой театр гастролировал по России и за рубежом.
С 1994 года «Независимый театральный проект» (НТП) ведёт деятельность продюсерской компании — организатора гастролей «Геликон-оперы» в Санкт-Петербурге, теле- и видеопроектов: «Видеотеатр» (1996), «Чужие юбилеи» и «До и после полтинника» (1997). В конце 90-х Эльшан Мамедов обратился к серьёзной большой драме Пера Улова Энквиста об истории отношений датского сказочника Ганса Христиана Андерсена и примадонны Копенгагенского Королевского театра Ханны Хейберг. На главные роли были приглашены Анна Каменкова и Анатолий Спивак. В 1980-х, увлечённый творчеством Анатолия Эфроса, студент факультета театроведения ГИТИСа Эльшан Мамедов проводил дни на репетициях мастера, вечера на его спектаклях в Театре на Малой Бронной, тогда и началась долгая дружба с актёрами труппы Эфроса — Анной Каменковой и Анатолием Спиваком.
Постановка пьесы Т. Макнелли для драматической актрисы и оперных солистов в 1999 году — первая работа в «НТП» режиссёра Виктора Шамирова и Татьяны Васильевой, приглашённой на роль Марии Каллас. Критика выразила сомнение в успехе спектакля «Примадонны»:

…как правило, большинство антрепризных опусов отнюдь не отличаются высоким качеством и создаются исключительно для зарабатывания денег. С этой точки зрения успех «Мастер-класса» сомнителен. Он явно серьёзен и отличается хорошим вкусом, а такие понятия у нас мало совпадают с массовым интересом.
— Алиса Никольская, «Культура» № 46 1999
Между тем, интерес зрителей к спектаклю не проходил, он игрался несколько сезонов.

Эта роль не отпускает меня уже пять лет! И я несказанно благодарна судьбе за то, что она послала мне эту пьесу!
— Татьяна Васильева, исполнительница роли Марии Каллас
Состоявшаяся в 2002 году премьера спектакля «Ladies’ Night» на сцене «Сатирикона» выглядела откровенным вызовом, продюсер назвал его «профессиональным хулиганством сезона». Мнения критиков разделились от полного неприятия до восторга, публика приняла спектакль с воодушевлением.
С 2004 года авторское агентство НТП сотрудничает с ведущими авторскими агентствами Европы и США, представляя не сколько переводы пьес, а адаптации — их русские сценические версии.
Компания «Независимый театральный проект», как бы ни относиться к отдельным её спектаклям, своей основательной респектабельностью высится надо всеми другими антрепризами, всё равно как Монблан. Здесь уж точно не суетятся, спектакли выпускают не торопясь, обдуманно, тщательно выбирают названия — незаигранные, оригинальные. Существуют уже 12 лет, а сделали за эти годы всего-то 13 спектаклей, не так уж много по антрепризным меркам, одно это способно вызвать уважение.Марина Зайонц, «Итоги» № 46 2005
Эльшан Мамедов ориентируется на постановку драматургических бестселлеров европейских (по преимуществу французской) столиц, которые увидеть можно только здесь, в НТП. Причем специально ездит во Францию отбирать тексты. И что это, если не самая настоящая репертуарная политика?Павел Руднев, «Петербургский театральный журнал» № 4 2007
В 2008 году спектаклем «Игра в правду» НТП участвовал в фестивале «Пространство режиссуры» в Перми наряду с репертуарными театрами.

### Музыкальный проект
С 2013 года у НТП появился новый формат музыкальных спектаклей, объединивших в одно действие музыку, танец, пантомиму, трюки — всё в исполнении одних и тех же людей. 20 ноября 2013 года состоялась московская премьера «Тапёр-шоу: танцующие на струнах» (идея, постановка и хореография — Игоря Оршуляка).
Эксперимент был продолжен в 2016 году спектаклем «MoscowBoys». Его мировая премьера состоялась 8 августа 2016 на фестивале Фриндж в Эдинбурге, где были сыграны 20 шоу подряд. Балетный критик старейшей газеты Шотландии The Herald Мэри Бреннан включила спектакль в обзор хореографических постановок фестиваля: «Ни одна категория в каталоге Фринджа полностью не сможет описать то, что творят на сцене MoscowBoys». Обозреватель газеты The Scotsman Келли Эптер: «К концу 75 минут зритель выходит почти столь же уставшим как и артисты, потому что движение на сцене не прекращается ни на минуту, а музыкальное исполнение просто безукоризненно».
Московская премьера «MoscowBoys» состоялась на сцене театра «Геликон-опера».

## Критика
«Трактирщицы»

В «Независимом театральном проекте» не старались ничего придумать или продумать, просто торопились сшибить деньгу любым способом. <…> Впрочем, тех зрителей, которые даже не понимают, что режиссёр, продюсер и актёры их просто презирают и нагло обирают, в нашем городе хватит на приличное количество аншлагов.
— Роман Должанский, «Коммерсантъ» 7 февраля 2002

Обычно такие спектакли не показывают в Москве, а увозят сразу в какой-нибудь далёкий городок, где публика рада просто лицезреть звёзд. А отсутствие смысла и приличной актёрской игры может принять за столичную новинку.
— Артур Соломонов, «Газета» 8 февраля 2002
Постановщику спектакля Виктору Шамирову порекомендовали уйти из профессии:

Виктор Шамиров примерил маску театрального растлителя, и она ему понравилась — в «Трактирщице» он провёл групповой сеанс развращения, испакостив пьесу, актёров и зрителей.
 Уходите из театра, Виктор Шамиров, вам в нём не место.
— Алексей Филиппов, «Известия» 6 февраля 2002
«Ladies’ Night»

Ladie’s Night обещает стать самой живой, самой прикольной премьерой текущего сезона; это спектакль, который забыть невозможно и который, безусловно, стоит денег, на него потраченных. Я имею в виду наш, зрительский кошелёк. <…> Первое совместное раздевание — волосатые мужики в семейных трусах оглядывают друг друга, и один тянет задумчиво: «Ну, пидоры, что делать будем?» <…> Российский театр повернулся к публике задом, и с тыла оказался едва ли не привлекательнее, нежели с фасада. Арьергард ведь в любой момент может стать авангардом, всё зависит от направления.
— Елена Ямпольская, «Новые известия» 12 октября 2002

Что говорить: такого воодушевления я вообще в театре не видел. На футболе — видел, в театре — нет.
 Со стриптизом публику не обманули. Насколько это вообще возможно в театре, стриптиз был полным.
— Григорий Заславский, «Независимая газета» 16 октября 2002
«Жестокие танцы»

От антрепризы в традиционном понимании в спектакле было действительно мало — трёхъярусная, чуть не под самые колосники, декорация, видеопроекция во весь задник, полтора десятка человек на сцене, непростой материал, требующий от режиссёра точности, а от артистов — собранности.
 Несколько режиссёрски сильных сцен ближе к финалу — бред героини, карнавал с дешёвым конфетти и густо накрашенными лицами-мордами вокруг, и её же финальный монолог, когда замусоренная сцена неожиданно выглядит как пустынный берег моря наутро после шторма — были бы хороши, если бы не взятый до этого разгон. Поезд несётся по инерции, героев ждет гибель, но пережить это уже некогда, спектакль прибывает на конечную станцию под овации публики.
— Алексей Вдовин, «Театральный сезон» № 5 2006
«Игра в правду»

Переписанная на отечественный лад то ли самими актёрами (Г. Куценко, И. Апексимова, Д. Марьянов, К. Юшкевич), то ли каким-то «негром» французская штучка про встречу институтских друзей (видимо, хотели слепить новую «Взрослую дочь молодого человека») на бегу касалась всего сразу, даже войны в Осетии (это было уж и вовсе цинично — тема не для скороспелых «куплетов» антрепризных гармонистов). Актёры говорили громко и по очереди, но если бы я видела такой спектакль далеко за Уралом, то в первую очередь посоветовала бы режиссёру В. Шамирову призвать педагогов по сценречи — научить «звёзд» разговаривать. Что уж говорить о четырёх (нет, кажется, пяти… или шести?) финалах?
— Марина Дмитревская, «Петербургский театральный журнал» № 4 2008

## Творческий коллектив
Театр имеет постоянную команду не только административную, но и творческую. Основу труппы составляют актёры, сотрудничающие с театром много лет: Марина Дюжева, Гоша Куценко, Георгий Дронов, Виктор Вержбицкий, Екатерина Климова, Петр Красилов, Константин Юшкевич, Михаил Полицеймако и другие.
 Продюсер и директор театра Эльшан Мамедов.

## Постановки
- 1993 — «Игра в жмурики» М. Волохова, реж. Андрей Житинкин[17]
- 1998 — «Ханна» по пьесе П. У. Энквиста «Из жизни дождевых червей», реж. Анатолий Спивак[18]
- 1999 — «Примадонна» («Мастер-класс Марии Каллас») по пьесе T. Макнелли, реж. Виктор Шамиров[2]
- 2000 — «Миллионерша» по пьесе Б. Шоу, реж. Владимир Мирзоев[19]
- 2002 — «Ladies' Night. Только для женщин» по пьесе Э. Маккартена, Стефана Синклера и Жака Коллара, реж. Виктор Шамиров[20]
- 2002 — «Рикошет» по пьесе Э. Тейлора «Убийство по ошибке», реж. Анатолий Спивак[21]
- 2002 — «Трактирщица» по пьесе К. Гольдони, реж. Виктор Шамиров[22]
- 2003 — «Белоснежка и другие», реж. В. Шамиров[23]
- 2003 — «Девичник. Посиделки с антрактом» по пьесе Лора Ш. Каннигем, реж. Сергей Алдонин[24]
- 2003 — «Любовь к английской мяте» по пьесе М. Дюрас «Английская мята», реж. Владимир Агеев[25]
- 2004 — «Боинг-Боинг» по пьесе М. Камолетти, реж. Сергей Алдонин[26]
- 2005 — «Жестокие танцы», танцевальный марафон по мотивам романа Х. Маккоя «Загнанных лошадей пристреливают, не правда ли?», реж. Сергей Алдонин[27]
- 2005 — «Госпиталь „Мулен Руж“» Д. Лоран, реж. Виктор Шамиров[28]
- 2006 — «Дед Мороз — мерзавец» Ж. Баласко, М.-А. Шазель, К. Клавье, Ж. Жюньо, Т. Лермитт, Б. Мойно, реж. Сергей Алдонин[29]
- 2007 — «Дикарь Forever» Р. Бэккер, реж. Дайнюс Казлаускас[30]
- 2007 — «Игра в правду» Ф. Лелюша, реж. Виктор Шамиров[31]
- 2008 — «Театр по правилам и без» М. Фрейна, реж. Владимир Петров
- 2009 — «Папаши» по пьесе Д. Декка, реж. Виктор Шамиров[32]
- 2010 — «Девочки из календаря» по пьесе Т. Фёрта[англ.], реж. Александр Устюгов[33]
- 2012 — «Вы не по адресу» по пьесе М. Камолетти, реж. Сергей Алдонин[34]
- 2013 — «Ножницы» по пьесе Ш. Мэднеса[англ.] П. Портнера[англ.], реж. Дайнюс Казлаускас[35]
- 2013 — «Тапёр-Шоу: танцующие на струнах» сюжет, постановка, хореография — Игорь Оршуляк
- 2014 — «История любви» по пьесе Ж. Сиблейраса, реж. Дайнюс Казлаускас[36]
- 2016 — «Имя» по пьесе М. Делапорта, А. де Ла Пательера, реж. Дайнюс Казлаускас[37]
- 2016 — «MoscowBoys» сюжет, постановка, хореография — Игорь Оршуляк[38]
- 2017 — «Трактирщица» по пьесе К. Гольдони, реж. Виктор Шамиров[39]
- 2017 — «Love Letters» по пьесе А. Герни, реж. Дайнюс Казлаускас[40]